# Axie Infinity
Axie Infinity é um videogame online baseado em NFT desenvolvido pelo estúdio vietnamita Sky Mavis, que usa criptomoedas baseadas em Ethereum, Axie Infinity Shards (AXS) e Smooth Love Potion (SLP). Em outubro de 2021, o Axie Infinity tinha 2 milhões de usuários ativos diariamente.

## Jogabilidade
Axie Infinity é um jogo de troca e batalha que permite os jogadores coletar, cruzar, criar, batalhar e trocar criaturas conhecidas como "Axies" (baseados no animal axolote), que são digitalizados como NFTs.
O jogo usa o modelo pay-to-earn (em Português: "pague para ganhar"), novos jogadores precisam comprar pelo menos três Axies para começar a jogar e ganhar tokens no jogo.